# Paralela 1 nord
Paralela 1 Nord este un cerc de latitudine al Pământului situat la 1 grad (111,36 km) Nord de planul ecuator. Acesta traversează Oceanul Atlantic, Africa, Oceanul Indian, Asia de Sud-Est, Oceanul Pacific și America de Sud.
Paralela definește o parte din granița dintre Guineea Ecuatorială și Gabon.

## Date geografice

### Dimensiuni
În sistemul geodezic WGS 84, la nivelul de 1° latitudine nordică, un grad de longitudine echivalează cu 111,302 km ; lungimea totală a paralelei este, prin urmare, de 40.069 km, cu aproximativ 5 km mai mică decât cea a ecuatorului. Se află la 111 km de ecuator și la 9.891 km
 de Polul Nord.
La fel ca toate celelalte paralele, cu excepția ecuatorului, prima paralelă nordică nu este un cerc mare și, prin urmare, nu reprezintă cea mai scurtă distanță între două puncte, chiar și la aceeași latitudine. De exemplu, urmând paralela, distanța parcursă între două puncte de longitudine opusă este de 20.034 km; urmând un cerc mare (care trece apoi prin Polul Nord), aceasta este de numai 19.782 km.

### Durata zilei
La această latitudine, soarele este vizibil timp de 12 ore și 11 minute la solstițiul de vară și timp de 12 ore și 4 minute la solstițiul de iarnă.

### Regiuni traversate
Pornind de la Primul meridian și îndreptându-se spre est, paralela 1° nord trece prin:
| Coordonate                         | Țară, teritoriu sau apă                    | Note |
| ---------------------------------- | ------------------------------------------ | --- |
| 1°0′N 0°0′E / 1.000°N 0.000°E      | Oceanul Atlantic                           | Trecând pe la nord de insula Corisco, Guineea Ecuatorială Trece la nord de insula Elobey Grande, Guineea Ecuatorială                                           |
| 1°0′N 9°31′E / 1.000°N 9.517°E     | Guineea Ecuatorială                        | Insula Elobey Chico |
| 1°0′N 9°31′E / 1.000°N 9.517°E     | Oceanul Atlantic                           | |
| 1°0′N 9°35′E / 1.000°N 9.583°E     | Gabon                                      | |
| 1°0′N 9°47′E / 1.000°N 9.783°E     | Guineea Ecuatorială                        | |
| 1°0′N 10°0′E / 1.000°N 10.000°E    | granița dintre Guineea Ecuatorială / Gabon | |
| 1°0′N 11°20′E / 1.000°N 11.333°E   | Gabon                                      | |
| 1°0′N 14°25′E / 1.000°N 14.417°E   | Republica Congo                            | |
| 1°0′N 17°51′E / 1.000°N 17.850°E   | Republica Democrată Congo                  | |
| 1°0′N 30°13′E / 1.000°N 30.217°E   | Uganda                                     | |
| 1°0′N 34°29′E / 1.000°N 34.483°E   | Kenya                                      | |
| 1°0′N 41°0′E / 1.000°N 41.000°E    | Somalia                                    | |
| 1°0′N 43°54′E / 1.000°N 43.900°E   | Oceanul Indian                             | Trece la nord de Atolul Huvadhu, Maldive |
| 1°0′N 97°23′E / 1.000°N 97.383°E   | Indonezia                                  | Insula Nias |
| 1°0′N 97°55′E / 1.000°N 97.917°E   | Oceanul Indian                             | |
| 1°0′N 98°56′E / 1.000°N 98.933°E   | Indonezia                                  | Insulele Sumatra, Padang, Rantau și Rangsang |
| 1°0′N 103°4′E / 1.000°N 103.067°E  | Strâmtoarea Malacca                        | |
| 1°0′N 103°21′E / 1.000°N 103.350°E | Indonezia                                  | Insula Karimun |
| 1°0′N 103°27′E / 1.000°N 103.450°E | Strâmtoarea Singapore                      | |
| 1°0′N 103°47′E / 1.000°N 103.783°E | Indonezia                                  | Inuslele includ Kapaladjernih, Bulan, Batam, Bintan și Mapur                                                                                                   |
| 1°0′N 104°51′E / 1.000°N 104.850°E | Marea Chinei de Sud                        | |
| 1°0′N 107°23′E / 1.000°N 107.383°E | Indonezia                                  | Arhipelagul Tambelan |
| 1°0′N 107°36′E / 1.000°N 107.600°E | Marea Chinei de Sud                        | |
| 1°0′N 108°58′E / 1.000°N 108.967°E | Indonezia                                  | West Kalimantan |
| 1°0′N 110°16′E / 1.000°N 110.267°E | Malaysia                                   | Sarawak - pentru aproximativ 3 km |
| 1°0′N 110°18′E / 1.000°N 110.300°E | Indonezia                                  | Kalimantanul de Vest - pentru aproximativ 4 km |
| 1°0′N 110°20′E / 1.000°N 110.333°E | Malaysia                                   | Sarawak |
| 1°0′N 110°53′E / 1.000°N 110.883°E | Indonezia                                  | Kalimantanul de Vest |
| 1°0′N 111°31′E / 1.000°N 111.517°E | Malaysia                                   | Sarawak - pentru aproximativ 8 km |
| 1°0′N 111°35′E / 1.000°N 111.583°E | Indonezia                                  | Kalimantanul de Vest |
| 1°0′N 110°46′E / 1.000°N 110.767°E | Malaysia                                   | Sarawak - pentru aproximativ 8 km |
| 1°0′N 111°51′E / 1.000°N 111.850°E | Indonezia                                  | Kalimantanul de Vest Kalimantanul de Est |
| 1°0′N 118°59′E / 1.000°N 118.983°E | Strâmtoarea Makassar                       | |
| 1°0′N 120°44′E / 1.000°N 120.733°E | Indonezia                                  | Insula Sulawesi |
| 1°0′N 122°28′E / 1.000°N 122.467°E | Marea Celebes                              | |
| 1°0′N 124°14′E / 1.000°N 124.233°E | Indonezia                                  | Insula Sulawesi |
| 1°0′N 124°54′E / 1.000°N 124.900°E | Marea Molucelor                            | Trece la nord de insula Gureda, Indonezia |
| 1°0′N 127°28′E / 1.000°N 127.467°E | Indonezia                                  | Island of Halmahera |
| 1°0′N 127°38′E / 1.000°N 127.633°E | Golful Kao                                 | |
| 1°0′N 127°56′E / 1.000°N 127.933°E | Indonezia                                  | Insula Halmahera |
| 1°0′N 128°33′E / 1.000°N 128.550°E | Oceanul Pacific                            | Trece la sud de insula Fani, Indonezia Trece la nord de Atolul Mapia, Indonezia Trece la sud de insula atolul Kapingamarangi, Statele Federate ale Microneziei |
| 1°0′N 173°0′E / 1.000°N 173.000°E  | Kiribati                                   | Atolul Maiana |
| 1°0′N 173°3′E / 1.000°N 173.050°E  | Oceanul Pacific                            | Trece la nord de Insula Howland, Format:UMI Trece printre Insula Wolf și Insula Pinta în Insulele Galápagos, Ecuador                                           |
| 1°0′N 79°31′V / 1.000°N 79.517°V   | Ecuador                                    | Trece la nord de Esmeraldas |
| 1°0′N 78°13′V / 1.000°N 78.217°V   | Columbia                                   | |
| 1°0′N 69°13′V / 1.000°N 69.217°V   | Brazilia                                   | Amazonas |
| 1°0′N 66°36′V / 1.000°N 66.600°V   | Venezuela                                  | |
| 1°0′N 65°41′V / 1.000°N 65.683°V   | Brazilia                                   | Amazonas - pentru aproximativ 11 km |
| 1°0′N 65°36′V / 1.000°N 65.600°V   | Venezuela                                  | |
| 1°0′N 65°10′V / 1.000°N 65.167°V   | Brazilia                                   | Amazonas Roraima Pará Amapá Pará - o insulă la gura de vărsare a Amazonului                                                                                    |
| 1°0′N 49°56′V / 1.000°N 49.933°V   | Oceanul Atlantic                           | |